# Siegfried Marcus

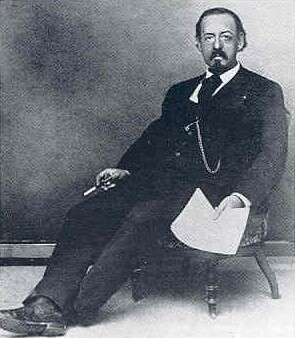
Siegfried Marcus

Siegfried Marcus, född 18 september 1831 i Malchin i Mecklenburg, död 1 juli 1898 i Wien, var en tysk uppfinnare verksam i Österrike. 
År 1870 byggde han världens första bensindrivna fordon – en träkärra med en påmonterad förbränningsmotor. Han tog aldrig patent på uppfinningen av bilen eftersom han inte ansåg att han hade uppfunnit den, men han hade 131 andra patent i 16 länder.  

## Galleri

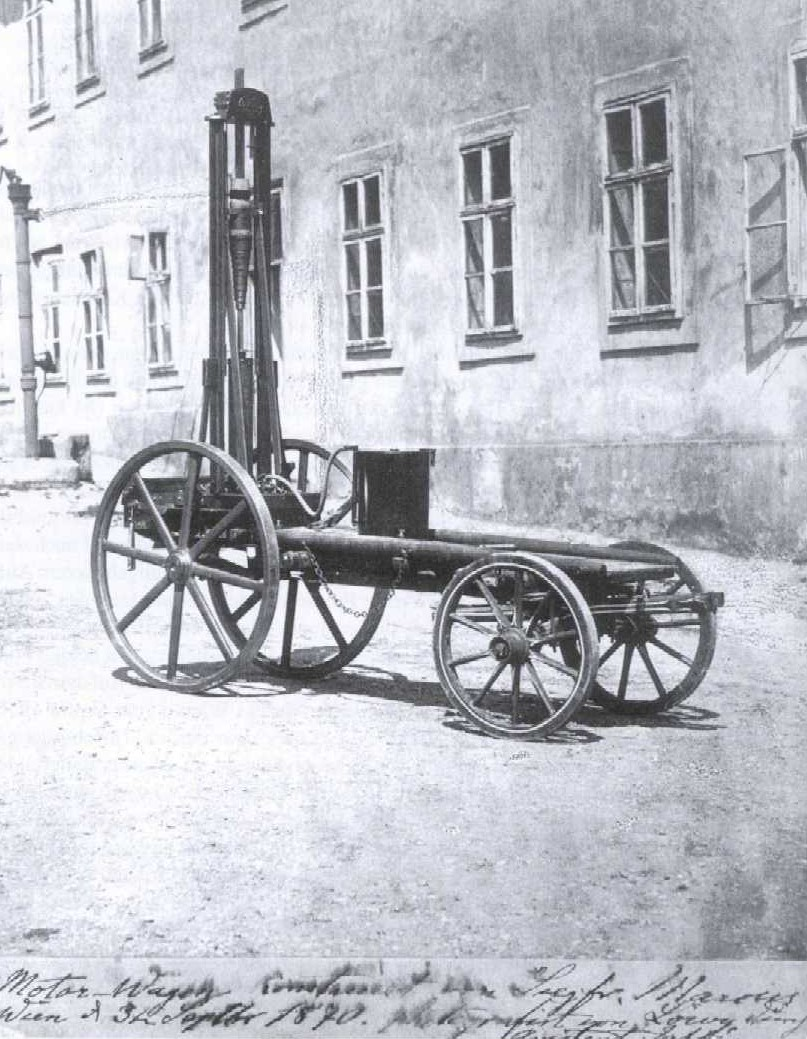
Marcus första bil, 1870
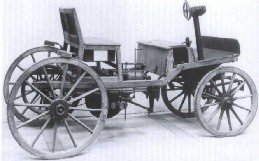
Marcus 2. bil, 1888–89